# Pekka Kana 2
Pekka Kana 2 è un videogioco di genere platform creato dalla casa di sviluppo finlandese Pistez Gamez pubblicato sotto forma di freeware nel 2003. Il gioco si è classificato secondo nella competizione Assembly dello stesso anno.
Dopo qualche mese lo sviluppatore ha pubblicato un editor di livelli che consente agli utenti di creare i propri episodi personalizzati (con la possibilità di inserire all'interno di quest'ultimi.
Il gioco base è composto da due episodi di circa 11 livelli ciascuno e numerose traduzioni: il gioco infatti è disponibile nelle seguenti lingue: bulgaro, catalano, ceco, croato, danese, finlandese, francese, tedesco, ungherese, galiziano, indonesiano, italiano, macedone, polacco, portoghese, russo, serbo, slovacco, spagnolo e svedese.
Qualsiasi utente può creare da se una propria traduzione del gioco modificando l'apposito file all'interno del gioco stesso. Per le lingue con un alfabeto diverso da quello latino sarà tuttavia necessario creare degli sprite da zero per rendere quest'ultimo correttamente visualizzabile all'interno del gioco stesso.
Pekka Kana 2 è il sequel di Pekka Kana pubblicato nel 1998. Lo sviluppatore aveva iniziato lo sviluppo di un sequel (Pekka Kana 3) il quale tuttavia, per scelta del proprio creatore, non è stato più portato a termine.
Una versione compatibile per i nuovi sistemi operativi e una versione Android non ufficiale sono stati distribuiti rispettivamente nel 2017 e nel 2020.

## Trama
Come in molti altri platform la trama è estremamente semplice ed è spiegata all'interno del manuale del gioco.
Pekka è un gallo che vive in una fattoria situata in Finlandia con i suoi amici polli. Il compito di Pekka è quello di sorvegliare i suoi amici polli per assicurarsi che nulla vada storto, finche, un giorno, Pekka scopre che tutte le galline sono state rapite da un corvo malvagio conosciuto con il nome di "The Evil One" (Quello cattivo). Il compito di Pekka nel primo episodio è quello di salvare i suoi amici rapiti dall'antagonista facendosi strada tra animali ipnotizzati dallo stesso con lo scopo di eliminare Pekka Kana, saltando di piattaforma in piattaforma evitando pericolosissimi ostacoli come fiamme e crepacci senza fondo.
In Rooster Island 2 viene spiegato il motivo del rapimento delle galline: quest'ultime infatti sono, per qualche motivo, immuni al dispositivo di controllo che The Evil One usa per ipnotizzare e controllare gli altri animali. Il corvo infatti adora sperimentare con magia Vodoo e la manipolazione dei geni e, dopo qualche tempo dagli eventi del primo episodio, è tornato con un dispositivo di controllo ancora più potente capace di ipnotizzare anche i polli!
Assistito da un esercito di galline meccaniche, infatti, invierà un nuovo attacco alla fattoria, rapendo di nuovo gli amici di Pekka. Quest'ultimo dovrà dunque ancora una volta passare all'azione per distruggere il nuovo gingillo meccanico di The Evil One e salvare i suoi amici una volta per tutte dalle grinfie alate del suo acerrimo nemico.

## Struttura del gioco
Il gioco è strutturato in due episodi: Rooster Island 1 e Rooster Island 2.
Selezionando uno dei due episodi, verrà mostrato al giocatore una mappa dove saranno rappresentati i livelli che lo compongono. Posizionando il cursore su un livello sarà possibile vedere il suo nome e il tempo record da battere per poter ottenere l'omonimo riconoscimento al termine dello stesso.
All'interno del livello sarà possibile controllare Pekka il quale potrà correre, saltare e planare, abilità che saranno molto utili per poter evitare i numerosi ostacoli che separano il protagonista dal cartello di uscita al termine del livello. All'interno del livello sarà possibile raccogliere eventuali power up sotto forma di megafoni e uova che conferiranno a Pekka l'abilità di sparare un proiettile di rumore che danneggerà i nemici e la capacità di poter bombardare i nemici con le uova dall'alto. I megafoni e le uova saranno disponibili in numerose varianti:
I tipi di megafoni esistenti sono:
1. Megafono base: è il megafono più semplice del gioco. Questo consente di effettuare un semplice attacco a distanza frontale che danneggerà il primo nemico colpito
2. Megafono di fuoco: questo megafono consente di sparare delle fiamme che, dopo un po', cadranno a terra lasciando una fiamma temporanea che danneggerà i nemici che la calpestano. Non funziona in acqua.  Esiste una variante del megafono di fuoco che non rilascia la fiamma temporanea (Ottenibile mangiando il peperoncino piccante). Come per il megafono di fuoco, non potrà essere usato in acqua.
3. Megafono di ghiaccio: come per il megafono di fuoco, questo consentirà di sparare dei blocchi ghiacciati che, dopo un po' di tempo, cadranno a terra. Possono essere usati sia come piattaforme su cui saltare che come trappole per ostacolare il movimento dei nemici. Questi blocchi si scioglieranno dopo qualche secondo.
4. Megafono verde: questo megafono consente a Pekka di poter sparare un numero considerevole di nuvole verdi che danneggeranno rapidamente i nemici. Usare questo megafono in movimento circonderà Pekka all'interno della nube.
5. Iper Megafono: Come suggerisce il nome, questo megafono consente a Pekka di sparare un proiettile ad alto potenziale capace di trapassare i nemici e le pareti, rendendolo uno dei megafoni più potenti del gioco.

I tipi di uova disponibili, invece, sono:
Uovo base: Attacco che farà piovere un uovo sui nemici, danneggiando il primo nemico colpito.
1. Uovo di fuoco (Si comporta in modo analogo al megafono di fuoco).
2. Uovo di ghiaccio (Si comporta in modo analogo al megafono di ghiaccio).
3. Uovo verde (Si comporta in modo simile al megafono verde, consentendo a Pekka di rilasciare una quantità enorme di uova sui nemici).

Durante il suo viaggio Pekka incontrerà una varietà di nemici sotto forma di animali ipnotizzati ognuno di essi con il proprio comportamento caratteristico. Questo può variare in base al colore dell'animale: tendenzialmente il colore rosso farà saltare ripetutamente il nemico sul posto, mentre il colore rosa farà inseguire Pekka.
Alcuni di questi sono:
- Riccio: Un nemico semplice che si muoverà a destra e a sinistra sulla piattaforma su cui è situato (Ha lo stesso comportamento dei Koopa Troopa rossi nella serie di Mario)
- Coniglio: Un nemico che inizierà a inseguire Pekka sulla propria piattaforma appena lo vede
- Rana: Un nemico che si muove in una direzione fissa saltando occasionalmente.
- Maiale Chili: Un maiale che adora mangiare piccante che attaccherà Pekka con delle fiamme di fuoco
- Api: Dei nemici volanti fragili che inseguiranno Pekka. Muoiono a contatto con l'acqua
- Galline Robot: Dei nemici che si comportano in maniera simile ai conigli con la possibilità di saltare da una piattaforma all'altra. Dopo essere stati colpiti due volte la testa inizierà a volare, inseguendo Pekka. Come le api, vengono danneggiati e muoiono a contatto con l'acqua.